# Plourin
Plourin is een gemeente in het Franse departement Finistère, in de regio Bretagne. De plaats maakt deel uit van het arrondissement Brest. Plourin telde op 1 januari 2022 1.263 inwoners.

## Geografie
De oppervlakte van Plourin bedroeg op 1 januari 2022 25,69 vierkante kilometer; de bevolkingsdichtheid was toen 49,2 inwoners per km².

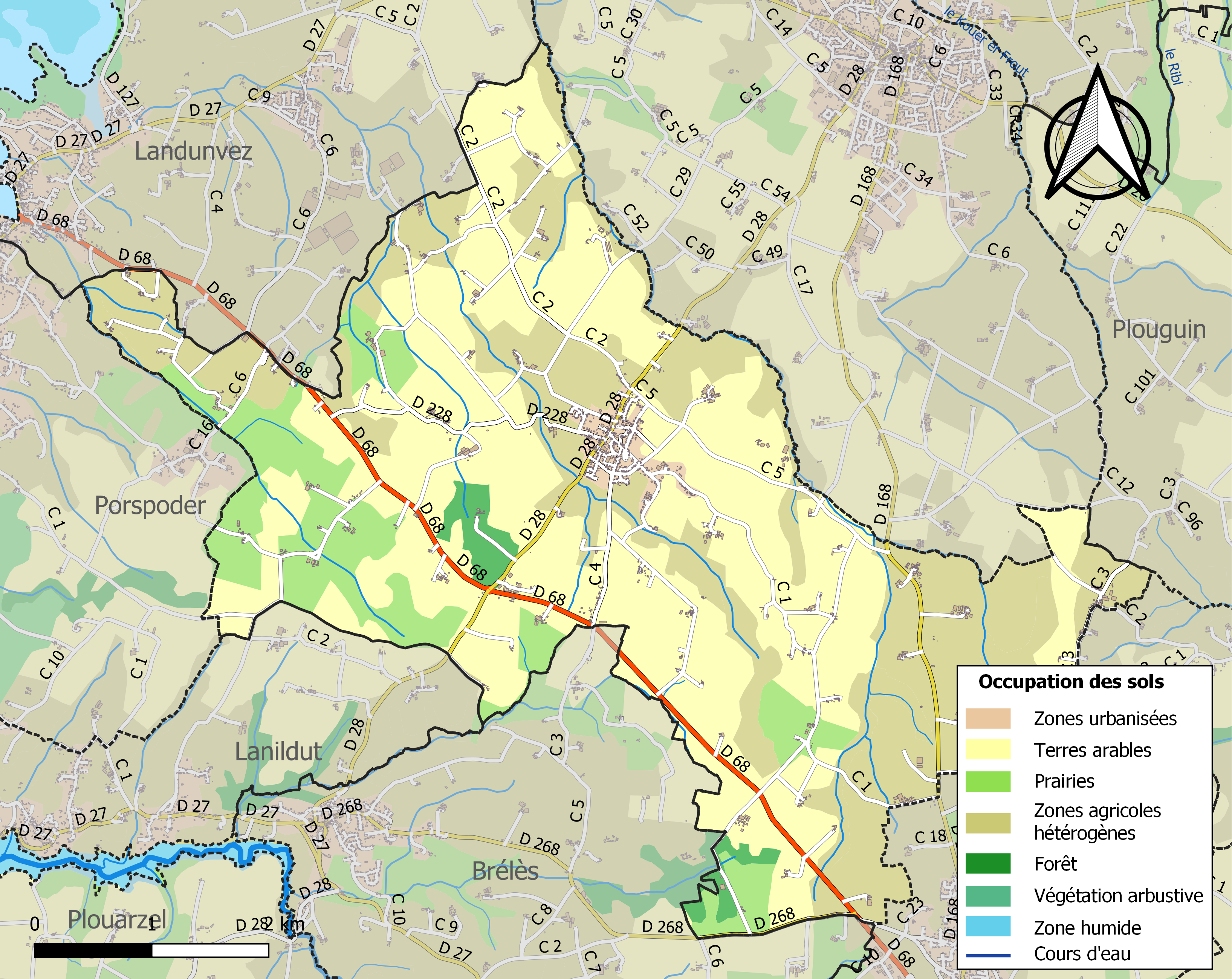
Kaart van de gemeente met belangrijkste infrastructuur, bodemgebruik en omliggende gemeenten

## Demografie
Nevenstaande figuur toont het verloop van het inwonertal (bron: INSEE-tellingen).